# Миграционный учёт в Российской Федерации
Миграционный учёт в Российской Федерации — деятельность по фиксации и обобщению сведений о месте жительства и месте пребывания иностранных граждан и лиц без гражданства и об их перемещениях, область миграционного права. Миграционный учёт включает в себя:
1. регистрацию по месту жительства и учёт по месту пребывания, а также фиксацию иных сведений, предусмотренных Федеральным законом от 18 июля 2006 года № 109-ФЗ «О миграционном учёте иностранных граждан и лиц без гражданства в Российской Федерации» (это, например, сведения о выезде из Российской Федерации и въезде в Российскую Федерацию иностранцев и апатридов);
2. обработку, анализ, хранение, защиту и использование информации о количественных и качественных социально-экономических и иных характеристиках миграционных процессов;
3. ведение государственной информационной системы миграционного учёта.

## Регистрация по месту жительства
Постоянно или временно проживающий в Российской Федерации иностранный гражданин или лицо без гражданства, обладающий правом пользования жилым помещением, находящимся на территории Российской Федерации, обязан зарегистрироваться по адресу указанного помещения.
Заявление иностранного гражданина о регистрации по месту жительства подается в орган миграционного учёта в месте нахождения жилого помещения, которое данный иностранный гражданин указал в качестве своего места жительства.
При подаче иностранным гражданином заявления о регистрации по месту жительства должностному лицу органа миграционного учёта предъявляются:
- документ, удостоверяющий его личность и признаваемый Российской Федерацией в этом качестве;
- вид на жительство или разрешение на временное проживание;
- документы, подтверждающие право пользования жилым помещением;

## Учёт по месту пребывания
Иностранный гражданин в случае нахождения в месте пребывания обязан встать на учёт по месту пребывания.
Учёту по месту пребывания подлежат: постоянно проживающий в Российской Федерации, а также временно проживающий или временно пребывающий в Российской Федерации иностранный гражданин — по истечении семи рабочих дней со дня прибытия в место пребывания.
Постановка иностранных граждан на учёт по месту пребывания осуществляется при получении органом миграционного учёта уведомлений об их прибытии в место пребывания. Для постановки иностранного гражданина на учёт по месту пребывания:
иностранный гражданин:
- по прибытии в место пребывания предъявляет принимающей стороне документ, удостоверяющий его личность и признаваемый Российской Федерацией в этом качестве, а также миграционную карту;
- после направления принимающей стороной уведомления о его прибытии в место пребывания получает от неё отрывную часть бланка указанного уведомления;

принимающая сторона:
- представляет уведомление о прибытии иностранного гражданина в место пребывания в орган миграционного учёта непосредственно либо направляет его в установленном порядке почтовым отправлением;
- передает иностранному гражданину отрывную часть бланка уведомления о прибытии данного иностранного гражданина в место пребывания.

Прием уведомления о прибытии иностранного гражданина в место пребывания органом миграционного учёта и организацией федеральной почтовой связи осуществляется только при предъявлении лицом, подающим такое уведомление, документа, удостоверяющего его личность и признаваемого Российской Федерацией в этом качестве. Размер платы за указанные услуги почтовой связи установлен Правительством Российской Федерации в размере 118 рублей.
Подтверждением выполнения принимающей стороной и (или) иностранным гражданином действий, необходимых для его постановки на учёт по месту пребывания, является отметка в отрывной части бланка уведомления о прибытии иностранного гражданина в место пребывания, проставляемая в установленном порядке органом миграционного учёта, гостиницей или организацией федеральной почтовой связи.
Обязанность встать на учёт по месту пребывания у временно пребывающего иностранного гражданина возникает именно и только в случае прибытия в место, являющееся местом пребывания. А, например, путешествующий транзитом через территорию РФ может нигде не останавливаться, и в таком случае он не обязан становиться на миграционный учёт. Срок постановки на учёт по месту пребывания исчисляется именно со дня прибытия в конкретное место пребывания, а не со дня въезда в Россию.